# Tyrrell 020C
Chronologie des modèles (1993)
Tyrrell 020B Tyrrell 021
La Tyrrell 020C est la monoplace de Formule 1 engagée par l'écurie Tyrrell Racing dans le cadre de la première moitié du championnat du monde de Formule 1 1993. Elle est pilotée par le Japonais Ukyo Katayama, en provenance de l'écurie Larrousse, et l'Italien Andrea De Cesaris, qui effectue sa deuxième saison au sein de l'équipe britannique. Monoplace de transition en attendant la mise au point de la Tyrrell 021 pour le milieu de saison, la 020C est en réalité une Tyrrell 020B adaptée à la réglementation en vigueur. Toutefois, elle s'en distingue par son moteur Yamaha, qui est en fait un moteur Judd GV rebadgé, qui remplace le bloc Ilmor de la saison précédente.

## Historique

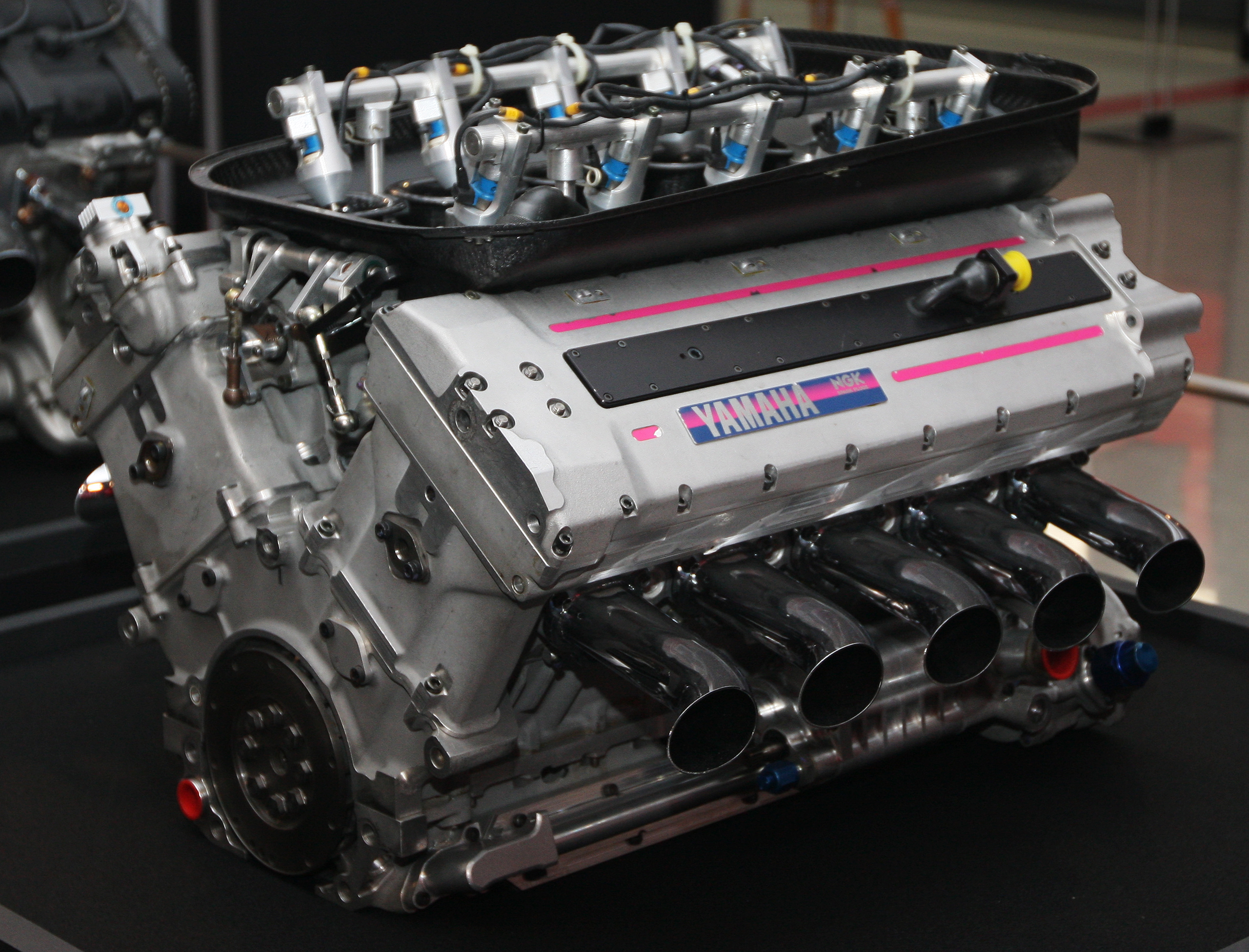
Le moteur Yamaha OX10A de la Tyrrell 020C rend 90 chevaux au bloc Renault, le meilleur engagé cette saison.

La Tyrrell 020C s'avère être une monoplace très peu fiable puisqu'elle ne franchit la ligne d’arrivée qu'à quatre reprises en dix-sept engagements. Simple évolution de la 020B de la saison précédente, la 020C se montre logiquement peu performante puisqu'elle lutte en fond de grille. La saison commence en Afrique du Sud par un double abandon, De Cesaris abandonnant dès le départ de la course en raison d'un problème de transmission, problème que connait Katayama au tour suivant. 
Au Brésil, Katayma accidente sa monoplace au vingt-sixième tour alors que De Cesaris abandonne sur problème électrique au quarante-huitième tour. Lors du Grand Prix d'Europe, l'Italien se qualifie en vingt-cinquième et dernière position, à 1,3 seconde de son inexpérimenté coéquipier, auteur du dix-huitième temps qualificatif. En course, le Japonais abandonne au bout de onze tours à la suite d'une défaillance de son embrayage alors que De Cesaris connait un problème de boite de vitesses au cinquante-cinquième tour,. 
Durant la course suivante, à Grand Prix automobile de Saint-Marin, ce dernier est victime de la même défaillance au dix-huitième tour, tandis que Katayama, en lutte dans le fond du peloton, abandonne quatre boucles plus loin à cause de la casse de son moteur Yamaha. 
En Espagne, alors que les Tyrrell ne devancent que la Minardi M193 de Fabrizio Barbazza en qualifications, Katayama abandonne après être parti en tête-à-queue au onzième tour, alors que le vétéran italien, ayant abandonné la course au bout de quarante-deux tours, est disqualifié car une aide extérieure l'a aidé à redémarrer sa monoplace,.
Il faut attendre la sixième manche du championnat, disputée à Monaco, pour voir une Tyrrell franchir pour la première fois de la saison la ligne d'arrivée. En effet, De Cesaris, parti dix-neuvième, termine dixième à deux tours du vainqueur Ayrton Senna, alors que Katayama, vingt-deuxième sur la grille, abandonne au trente-et-unième tour à la suite d'une fuite d'huile,.
Au Canada, le Japonais termine sa première course de la saison en finissant dix-septième et avant-dernier, à cinq tours d'Alain Prost, son équipier étant victime d'un accident au quarante-cinquième tour. Lors de l'épreuve suivante, en France, Katayama subit une fuite d'huile dès le neuvième tour de la course, tandis que De Ccesaris, élancé depuis la dernière place sur la grille, termine quinzième et avant-dernier à quatre tours de Prost.
Pour le Grand Prix de Grande-Bretagne, seul Andrea De Cesaris dispose de l'unique Tyrrell 021 disponible, Ukyo Katayama conservant la 020C. En qualifications, l'Italien, auteur du vingt-et-unième temps de la séance à plus de six secondes de la pole position d'Alain Prost, ne devance son coéquipier, vingt-deuxième, que d'un dixième. En course, si les deux pilotes se retrouvent au fond du classement, Katayama termine treizième à quatre tours de Prost tandis que De Cesaris, avec seize tours de retard, n'est pas classé,.
La 020C est définitivement remplacée par la 021 à partir du Grand Prix suivant, en Allemagne.

## Résultats en championnat du monde de Formule 1
| Saison | Écurie                      | Moteur           | Pneus    | Pilotes           | Courses | Courses | Courses | Courses | Courses | Courses | Courses | Courses | Courses | Courses | Courses | Courses | Courses | Courses | Courses | Courses | Points inscrits | Classement |
| Saison | Écurie                      | Moteur           | Pneus    | Pilotes           | 1       | 2       | 3       | 4       | 5       | 6       | 7       | 8       | 9       | 10      | 11      | 12      | 13      | 14      | 15      | 16      | Points inscrits | Classement |
| ------ | --------------------------- | ---------------- | -------- | ----------------- | ------- | ------- | ------- | ------- | ------- | ------- | ------- | ------- | ------- | ------- | ------- | ------- | ------- | ------- | ------- | ------- | --------------- | ---------- |
| 1993   | Tyrrell Racing Organisation | Yamaha OX10A V10 | Goodyear |                   | AFS     | BRÉ     | EUR     | SMR     | ESP     | MON     | CAN     | FRA     | GBR     | ALL     | HON     | BEL     | ITA     | POR     | JAP     | AUS     | 0               | 13e        |
| 1993   | Tyrrell Racing Organisation | Yamaha OX10A V10 | Goodyear | Ukyo Katayama     | Abd     | Abd     | Abd     | Abd     | Abd     | Abd     | 17e     | Abd     | 13e     |         |         |         |         |         |         |         | 0               | 13e        |
| 1993   | Tyrrell Racing Organisation | Yamaha OX10A V10 | Goodyear | Andrea De Cesaris | Abd     | Abd     | Abd     | Abd     | Dsq     | 10e     | Abd     | 15e     |         |         |         |         |         |         |         |         | 0               | 13e        |

Légende : ici 